# Curt Gyllenswärd
Curt Elof Gyllenswärd, född 8 december 1894 i Växjö, död 5 april 1980, var en svensk läkare.
Gyllenswärd, som var son till major Hugo Gyllenswärd och Isabella Hultman, blev medicine licentiat i Stockholm 1921 och medicine doktor i Uppsala 1923. Han blev docent i pediatrik vid Karolinska institutet 1930, var tillförordnad professor 1937–1939, överläkare vid Sachsska barnsjukhuset 1939–1943, professor i pediatrik i Uppsala 1944–1950, vid Karolinska institutet 1950–1962, överläkare på Kronprinsessan Lovisas barnsjukhus 1950–1962 och dess direktör 1950–1960. 
Gyllenswärd var regementsläkare och byråassistent vid Arméförvaltningens sjukvårdsstyrelse 1930–1933, fosterbarnsinspektör i Stockholm 1928–1935, läkare på Sabbatsbergs asyler 1932–1938, på Allmänna barnbördshusets spädbarnsavdelning 1934–1939, ordförande i Sveriges läkarförbund 1940–1941, läkare hos Inskrivningsrådet 1942–1964 och överläkare hos Livförsäkringsbolaget Framtiden 1940–1964. Han författade skrifter i socialmedicin, fysiologi och pediatrik.